# Ministro de Defensa del Perú
El ministro de Defensa del Perú es el titular del ministerio homónimo. Su función es la preparación y desarrollo de las Fuerzas Armadas peruanas. 
Creado por Ley N° 24654, con esta ley se funcionó los ministerios de Guerra, Marina y Aeronáutica, y entró en vigencia a partir del 1 de abril de 1987, el primer ministro de Defensa fue el general de División Enrique López Albújar Trint, quien ejerció el citado cargo entre 1987 y 1989.

## Función
Dirige, coordina, ejecuta, supervisa y evalúa la Política de Seguridad y Defensa Nacional, en concordancia con lo dispuesto por el presidente de la República en su calidad de Jefe Supremo de las Fuerzas Armadas.
Forman parte del sector defensa, el Comando Conjunto de las Fuerzas Armadas, el Ejército, la Marina de Guerra y la Fuerza Aérea. También el Instituto Geográfico Nacional, la Escuela Nacional de Marina Mercante, la Comisión Nacional de Investigación y Desarrollo Aeroespacial (CONIDA), la Agencia de Compras de las Fuerzas Armadas, el Instituto Nacional de Defensa Civil, los Servicios Industriales de la Marina S.A. y la Fábrica de Armas y Municiones del Ejército S.A.C.

## Material bélico
El Ministro de Defensa coordina la compra de material bélico para apoyar a las Fuerzas armadas del Perú, representadas por el Comando Conjunto de las Fuerzas Armadas del Perú, el cual está bajo la subordinación del Ministerio de Defensa. El Ministro de Defensa es generalmente el que preside dichas reuniones. Se hace responsable por cualquier pérdida de este material.

## Ministro de Defensa y del Interior
Junto con el Ministro del Interior, vela por el orden público en el Perú. Muchas de sus acciones están coordinadas con el ministro del Interior, quien maneja a la Policía Nacional del Perú.

## Función protocolaria
El Ministro de Defensa acompaña siempre al Presidente Constitucional de la República del Perú en las Grandes Paradas y Desfiles Militares. Es también quien representa al Perú para cualquier ceremonia de reconocimiento a un héroe peruano en el extranjero, así como coordinar actividades militares de práctica en suelo extranjero.